# Theresia Degener
Theresia Degener (* 10. April 1961 in Altenberge) ist eine deutsche Juristin und ehemalige Professorin für Recht und Disability Studies an der Evangelischen Hochschule Rheinland-Westfalen-Lippe in Bochum. Sie ist eine Aktivistin der bundesdeutschen Behindertenbewegung. 1981 war sie maßgeblich an der Durchführung des Krüppeltribunals beteiligt, in den Jahren nach 2001 als unabhängige Juristin und Vertreterin Deutschlands an der Ausarbeitung der UN-Konvention über die Rechte von Menschen mit Behinderungen. Sie war seit 2011 Mitglied und die Vorsitzende des  UN-Ausschusses für die Rechte von Menschen mit Behinderungen von 2016 bis 2018.

## Leben
Theresia Degener ist ohne Arme geboren worden, konnte aber die Regelschule besuchen. Sie studierte in Frankfurt am Main und an der Boalt Hall/UC Berkeley und wurde bei Michael Stolleis mit einem pflegerechtlichen Thema promoviert.
1993 bis 1994 war sie Projektleiterin beim „Niederländischen Behindertenrat“, Utrecht, 1993 bis 1995 Justiziarin der Interessenvertretung Selbstbestimmt Leben Deutschland e.V. (ISL) in Kassel. Von 1989 bis 1996 vertrat sie die Nichtregierungsorganisation Disabled Peoples’ International bei der UN-Menschenrechtskommission. Von 1993 bis 1995 war sie Rechtspolitische Sprecherin der ISL, von 1997 bis 1999 auch Rechtsberaterin des Europäischen Behindertenforums der Europäischen Gemeinschaft. Darüber hinaus ist sie Mitglied im Forum behinderter Juristen und Juristinnen und im Netzwerk behinderter Frauen und Mädchen im Netzwerk Artikel 3. In der 14. Legislaturperiode des Deutschen Bundestags war sie außerdem als Expertin Mitglied der Enquete-Kommission Recht und Ethik der modernen Medizin.
Von 1999 bis 2000 war sie Gastprofessorin und Alexander-von-Humboldt-Stiftungs-Stipendiatin an der UC Berkeley School of Law, einer der 14 Schulen der University of California, Berkeley. Von 2005 bis 2010 war sie Gastprofessorin an der Juristischen Fakultät der Universität des Westkaps, Südafrika. 2013 war sie Gastprofessorin an der Juristischen Fakultät der Universität Maastricht.
Theresia Degener forscht über internationale Menschenrechte und Behinderung, die besondere Diskriminierung behinderter Frauen und sexuellen Missbrauch Behinderter. Außerdem ist sie eine der maßgeblichen Wissenschaftlerinnen, die daran arbeiten, die Disability Studies in Deutschland zu etablieren. Sie bezeichnet das deutsche Sonderschulwesen als „Apartheid“ und kritisiert, dass man aus der Sonderschule behinderter herauskomme, als man hineingehe. Degener nimmt demgegenüber an, dass die meisten behinderten Kinder „zum Nulltarif inkludierbar“ seien.
Theresia Degener hat zwei Söhne.

## Ehrungen und Auszeichnungen
Für ihr Engagement für die Behindertenrechtskonvention der Vereinten Nationen wurde sie am 4. Oktober 2005 vom damaligen Bundespräsidenten Horst Köhler mit dem Bundesverdienstkreuz am Bande ausgezeichnet.

## Veröffentlichungen
- mit Gerard Quinn: Human rights and disability: The current use and future potential of United Nations human rights instruments in the context of disability, OHCHR, United Nations, New York/Genf 2002 online PDF
- mit Susanne Dern/ Dieball, Heike/ Frings, Dorothee/ Oberlies, Dagmar / Zinsmeister, Julia (2008): Antidiskriminierungsrecht: Handbuch für Lehre und Beratungspraxis: Mit Lösungsbeispielen für typische Fallkonstellationen, Frankfurt a. M.: Fachhochschulverlag.
- mit Elke Diehl (Hrsg.): Handbuch Behindertenrechtskonvention. Teilhabe als Menschenrecht – Inklusion als gesellschaftliche Aufgabe. Bundeszentrale für politische Bildung, Band 1506, 2015
- mit Klaus Eberl (Hrsg.): Menschenrecht Inklusion: 10 Jahre UN-Behindertenrechtskonvention – Bestandsaufnahme und Perspektiven zur Umsetzung in Sozialen Diensten und diakonischen Handlungsfeldern (2016), ISBN 978-3788730802
- Grundlagen der Inklusion aus völkerrechtlicher Perspektive nach der Behindertenrechtskonvention der Vereinten Nationen (UN-BRK). In: Institut für Bildungsrecht und Bildungsforschung e.V. / Deutsches Institut für Internationale Pädagogische Forschung (Hrsg.): Auf dem Weg zur Inklusiven Schule. Organisation einer Schul- und Bildungsentwicklung – 4. Deutscher Schulrechtstag, Baden-Baden: Nomos (2017), S. 11–24
- Unterstützte gleiche Freiheit: Zum Innovationspotenzial der Behindertenrechtskonvention der Vereinten Nationen. In: S. Baer, U. Sacksofsky (Hrsg.): Autonomie im Recht – Geschlechtertheoretisch vermessen. Nomos: Baden-Baden 2018, S. 61–70.
- Aufbrüche und Barrieren: Behindertenpolitik und Behindertenrecht in Deutschland und Europa seit den 1970er-Jahren, Transcript 2019. ISBN 978-3837643893